# Kevin Bowyer
Kevin Bowyer, né le 9 janvier 1961 à Southend-on-Sea, est un organiste anglais. Il est le seul à avoir enregistré la Symphonie pour orgue no 1 de Sorabji.

## Discographie
- Thierry Pallesco : œuvres pour orgue
- Johann Sebastian Bach : intégrale de l’œuvre pour orgue en 29 CD (17 volumes)
- Jehan Alain : intégrale de l’œuvre pour orgue
- Johannes Brahms : intégrale de l’œuvre pour orgue
- Charles-Valentin Alkan : intégrale de l’œuvre pour orgue
- Jean Langlais : intégrale de l’œuvre pour orgue
- Robert Schumann et Julius Reubke : œuvres pour orgue
- Paul Hindemith, Arnold Schoenberg et Ernst Pepping : œuvres pour orgue
- Olivier Messiaen : œuvres pour orgue
- Kaikhosru Shapurji Sorabji : Symphonie pour orgue no 1
- Charles Camilleri : œuvres pour orgue
- Alan Gibbs : Magic Flutes, musique pour orgue
- Peter Maxwell Davies, Jonathan Harvey et Malcolm Williamson : œuvres pour orgue
- Philip Glass et Christopher Bowers-Broadbent : œuvres pour orgue
- Brian Ferneyhough, Wilfrid Mellers et John Tavener : Mandelion, musique pour orgue
- Paul Fisher : œuvres pour orgue
- Arvo Pärt, Sofia Gubaidulina, Einojuhani Rautavaara et Henryk Górecki : œuvres pour orgue
- Niels Gade, Franz Syberg, Per Nørgård et Carl Nielsen : Danish Organ Music
- A Late Twentieth century Edwardian Bach Recital
- In Memoriam John Ogdon
- Twentieth Century English Music
- Christmas Organ Music
- For Weddings
- A Feast of Organ Exuberance
- In Praise of Father Willis - the Alcock Legacy
- Organ Xplosion 1
- Dambusters! Organ Xplosion 2
- The Storm
- Five English Abbeys